# Xian de Fumin
Pour les articles homonymes, voir Fumin.
Le xian de Fumin (富民县 ; pinyin : Fùmín Xiàn) est un district administratif de la province du Yunnan en Chine. Il est placé sous la juridiction de la ville-préfecture de Kunming.

## Démographie
La population du district était de 134 631 habitants en 1999. La population du district était de 145 554 habitants en 2010.